# Grand Canyon Village
Grand Canyon Village är en ort vid södra kanten av Grand Canyon, i Coconino County i Arizona i USA. Den hade 2010 en befolkning på 2 004 personer. 
Grand Canyon Village grundades 1901 av Atchison, Topeka and Santa Fe Railway för att driva turism i det som senare blev Grand Canyon National Park. Bolaget byggde 1901 Grand Canyon Railway från huvudlinjen i Williams i Arizona. Många av ortens byggnader uppfördes vid denna tid.
Orten ligger i Grand Canyon National Park, som bildades 1919, och är plats för National Park Services förvaltning av Grand Canyon National Park.

## Byggnader i urval
- Buckey O'Neill Cabin, 1890
- Grand Canyons järnvägsstation (Grand Canyon Depot), 1901
- Cameron's Hotel, ursprungligen från 1890, på plats i Grand Canyon Village 1902
- El Tovar Hotel, 1903 och drivet av Fred Harvey Company
- El Tovar Stables, 1904
- Kolb Studio, 1904–1905
- Hopi House, 1904, ritat av Mary Colter
- Grand Canyon Powerhouse, 1926
- Bright Angel Lodge, 1935
- Lookout Studio, 1914, ritat av Mary Colter

## Bildgalleri

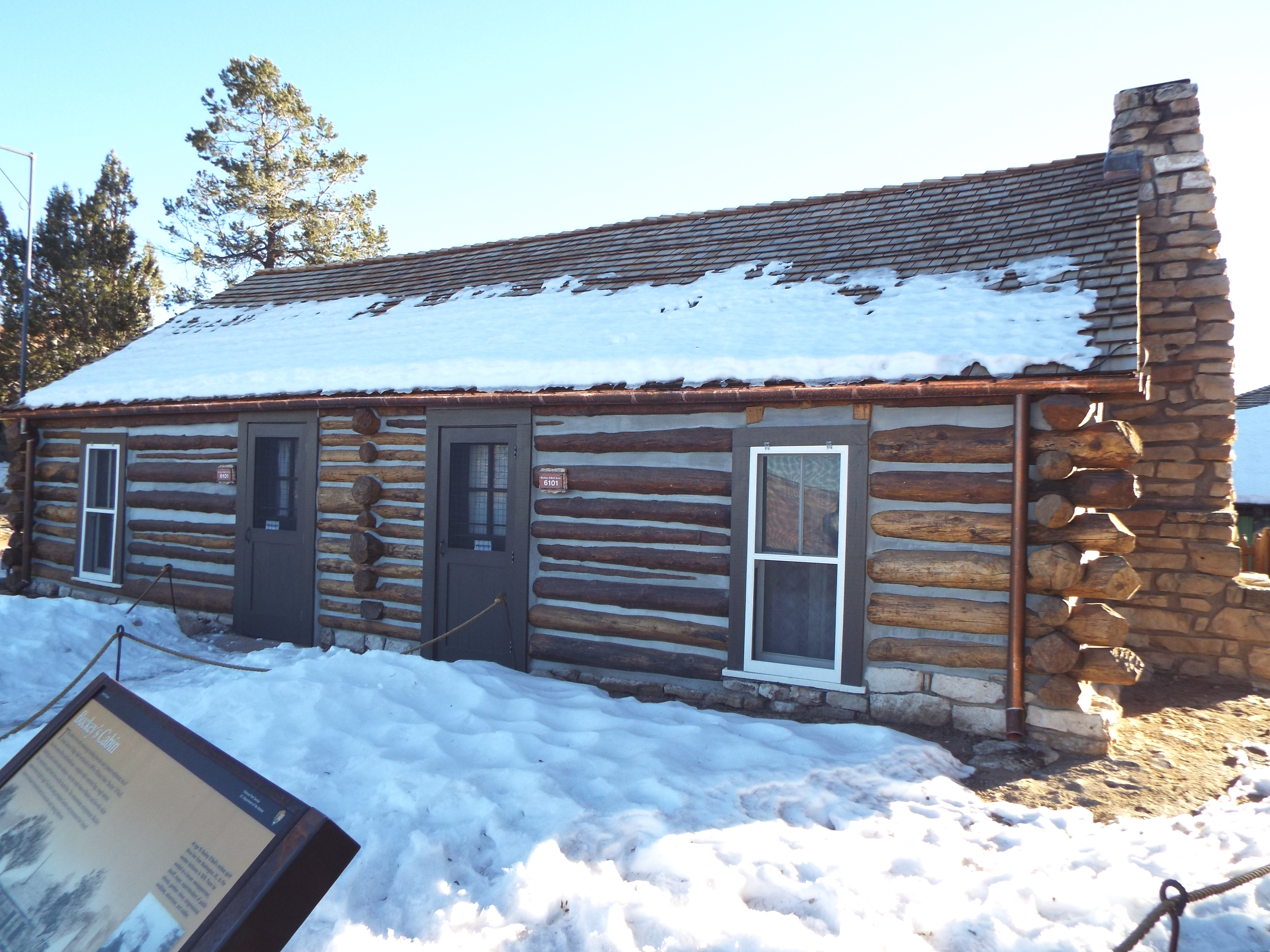
Buckey O'Neill Cabin
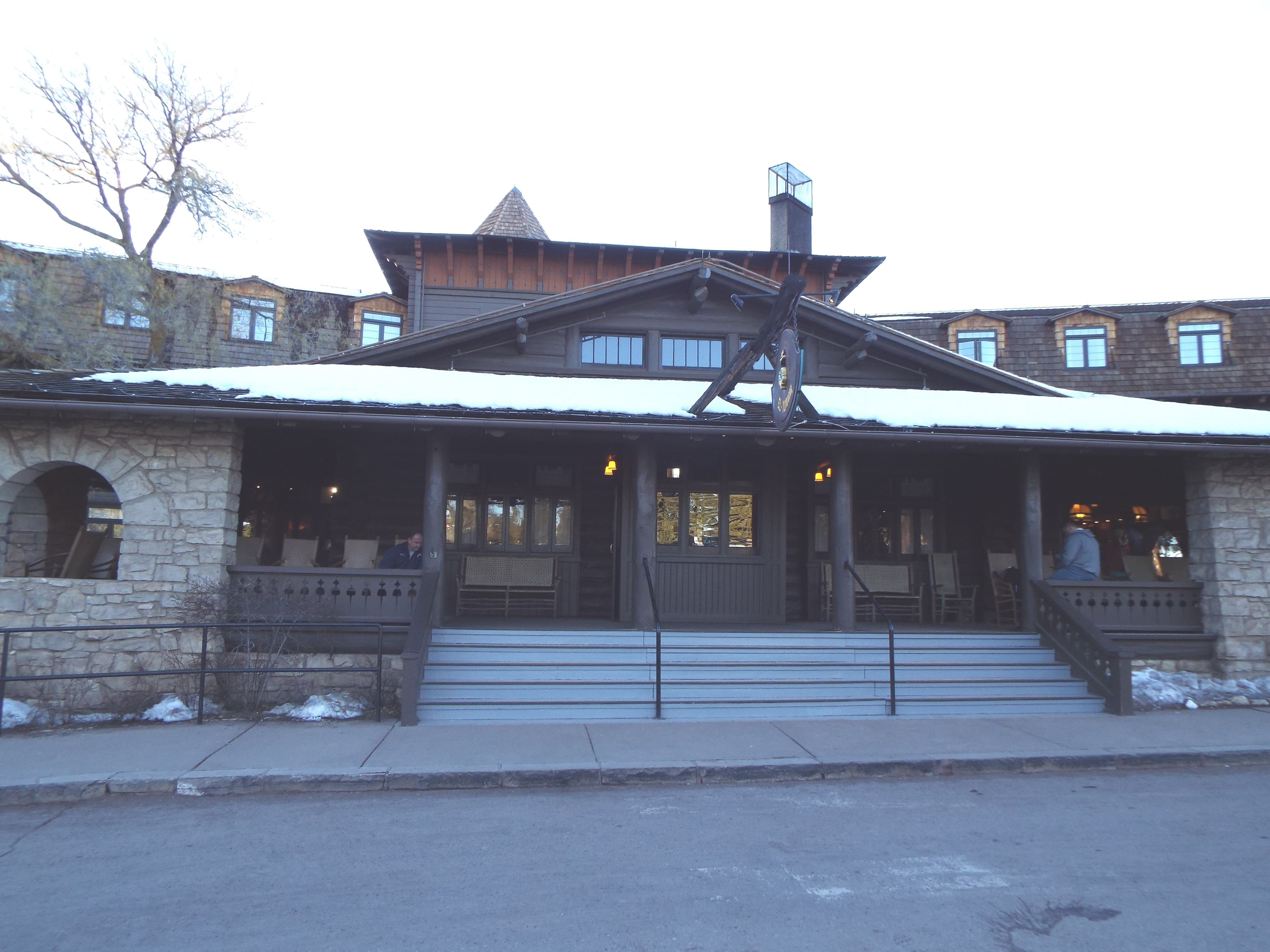
El Tovar Hotel
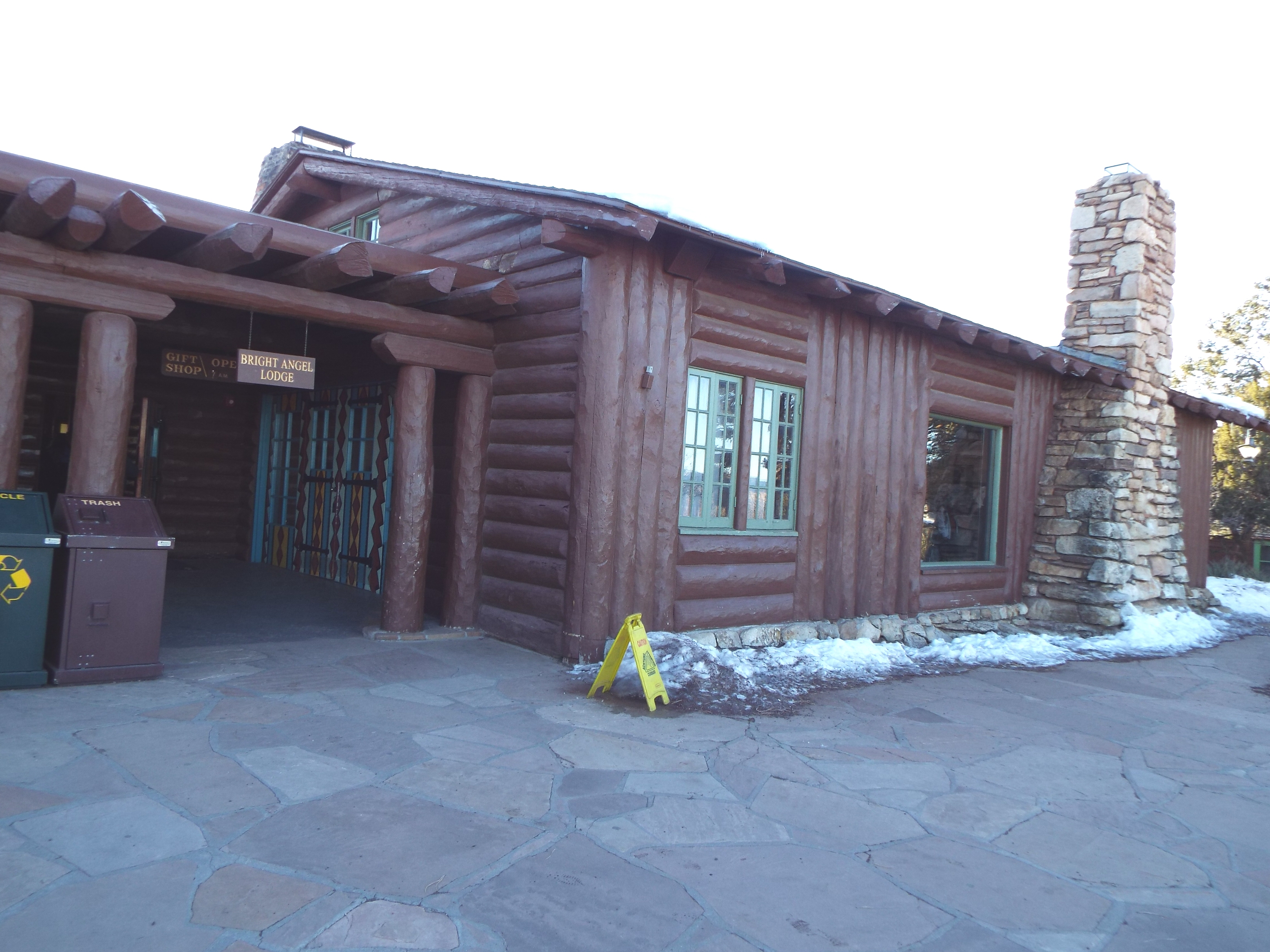
Bright Angel Lodge
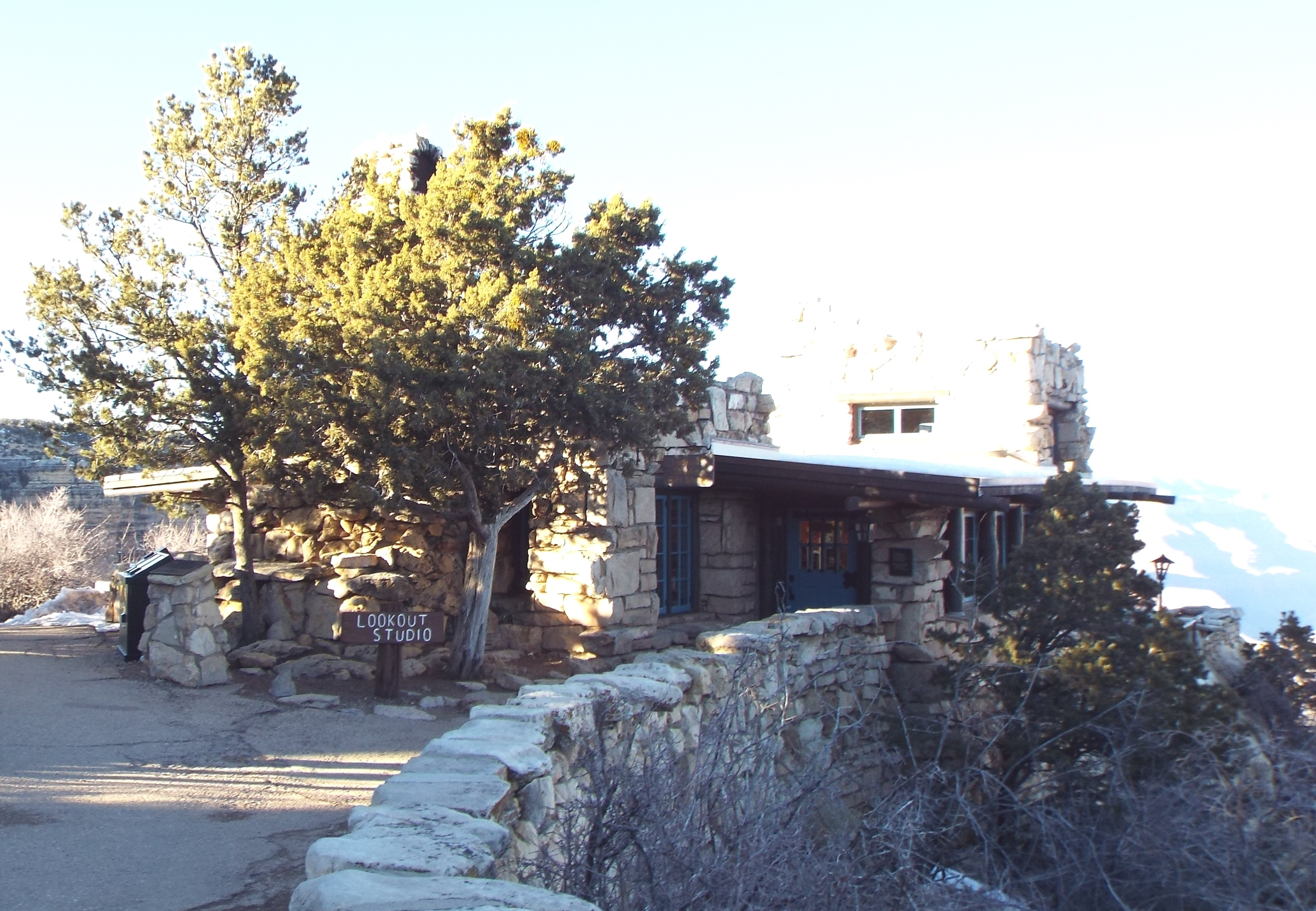
Lookout Studio